# Héctor Ríos Henríquez
Héctor Ríos Henríquez (San Antonio, 23 de noviembre de 1927–Viña del Mar, 15 de marzo de 2017) fue un director de fotografía chileno, responsable de la dirección de fotografía de 24 cortometrajes en Chile y Venezuela y de 17 largometrajes en Chile, Perú, Bolivia y Venezuela.

## Biografía
Estudió electrónica en la Universidad Técnica del Estado durante la década de 1950, para comenzar espontáneamente a dedicarse a la fotografía e iluminación. Obtuvo una beca para estudiar Dirección de Fotografía y Cámara en el Centro Sperimentale di Cinematografia di Roma lo que le permitió vivir en Roma en pleno desarrollo del movimiento neorrealista italiano. 
A su vuelta a Chile, en 1964 Pedro Chaskel lo invitó a integrar la planta del Cine Experimental de la Universidad de Chile, junto a un grupo en el que destacaban Chaskel, Sergio Bravo, Helvio Soto, Álvaro Ramírez, Douglas Hübner, Samuel Carvajal, Leonardo Céspedes, entre muchos otros. Ellos formarán parte de una generación clave para el desarrollo del cine chileno de la siguiente década. 
En 1969 realizó la dirección de fotografía de la película El Chacal de Nahueltoro, uno de los filmes chilenos más aclamados y reconocidos internacionalmente y considerado un hito para el cine latinoamericano de la época. 
Su carrera se ve interrumpida con el Golpe Militar de 1973, debiendo partir al exilio en Perú (donde trabajaría con el destacado director Jorge Sanjinés) para luego radicarse durante más de una década en Venezuela. Durante el exilio, publicó el libro «Técnica Fotográfica en el Cine», en el año 1979.
A su regreso a Chile, colaboró con Cristián Galaz en la dirección de fotografía del videoclip para la canción Corazones rojos de Los Prisioneros. En 1991 trabajó con Ricardo Larraín en la premiada película La Frontera. 
En el año 2007 recibió el Premio Pedro Sienna a la trayectoria.
En sus últimos años, Ríos se desempeñó como docente en distintos talleres de fotografía y posteriormente como profesor en la sede Viña del Mar del DUOC.

## Filmografía
| Año  | Título                                     | Rol        | Notas |
| ---- | ------------------------------------------ | ---------- | ----- |
| 1962 | Aquí Vivieron                              | Dirección  |       |
| 1965 | Érase una vez                              | Dirección  |       |
| 1967 | Érase un niño, un guerrillero, un caballo… | Fotografía |       |
| 1969 | El Chacal de Nahueltoro                    | Fotografía |       |
| 1969 | Testimonio                                 | Fotografía |       |
| 1970 | Venceremos                                 | Dirección  |       |
| 1970 | La colonia penal                           | Fotografía |       |
| 1971 | Entre ponerle y no ponerle                 | Dirección  |       |
| 1971 | Los testigos                               | Fotografía |       |
| 1973 | El enemigo principal                       | Fotografía |       |
| 1978 | La empresa persona un momento de locura    | Fotografía |       |
| 1978 | País portátil                              | Fotografía |       |
| 1990 | Nube de lluvia                             | Fotografía |       |
| 1991 | La frontera                                | Fotografía |       |
| 1997 | El hombre que imaginaba                    | Fotografía |       |
| 2017 | La telenovela errante                      | Fotografía |       |